# Alegeri legislative în Germania de Vest, 1980
A noua alegere federală germană (1980) a avut loc pe data de 5 octombrie 1980 cu scopul de a alege membrii pentru Parlamentul Bundestag al Republicii Federale Germane.

## Probleme și campanie
Cancelarul Helmut Schmidt din coaliția SPD-FDP dorea să fie reales. CDU/CSU au încercat să își impună candidatul, Franz Josef Straus liderul CSU, spre a fi ales cancelar. Era prima dată când candidatul lor făcea parte din CSU. Straus, cu o popularitate masivă în Bavaria, a întampinat dificultăți în adresarea către alegătorii din alte părți ale Germaniei.

## Rezultate
|  | Partid                           | Lista Partidelor de vot | Procentaj vot(schimbare) | Procentaj vot(schimbare) | Total locuri (schimbare) | Total locuri (schimbare) | Locuri procentaj |
|  | -------------------------------- | ----------------------- | ------------------------ | ------------------------ | ------------------------ | ------------------------ | ---------------- |
|  | Partidul Social Democrat         | 16,260,677              | 42.9%                    | +0.3%                    | 218                      | +4                       | 43.9%            |
|  | Partidul Democrat Liber (FDP)    | 4,030,999               | 10.6%                    | +2.7%                    | 53                       | +14                      | 10.7%            |
|  | Uniunea Creștină Democrată (CDU) | 12,989,200              | 34.2%                    | -3.8%                    | 174                      | -16                      | 35.0%            |
|  | Uniunea Creștină Socială (CSU)   | 3,908,459               | 10.3%                    | -0.3%                    | 52                       | -1                       | 10.5%            |
|  | Verzii                           | 569,589                 | 1.5%                     | +1.5%                    | 0                        | +0                       | 0.0%             |
|  | Restul                           | 180,057                 | 0.5%                     |                          | 0                        |                          | 0.0%             |
|  | Total                            | 37,938,981              | 100.0%                   |                          | 497                      | +1                       | 100.0%           |

## După alegeri
Coaliția între SPD și FDP s-a reîntors la guvernare având pe Helmut Schmidt drept cancelar.În 1982, FDP-ul a renunțatla guvernare fapt ce a dus la colapsul guvernului urmat de o coaliție între CDU/CSU-FDP condusă de Helmut Kohl.